# Dora d’Istria
Dora d’Istria, polgári nevén Elena Ghica, férjezett nevén Jelena Mihajlovna Kolcova-Moszalszkaja hercegné (Bukarest vagy Parga, 1828. február 28. – Firenze, 1888. november 20.) albán származású, többnyire francia és olasz nyelven publikáló román publicista, utazó, költő, festő. Európa-szerte ismert publicistaként különösen sokat tett az albánság mint önálló nemzet jogainak elismertetéséért.

## Életútja
Az albán nemesi származású, román földön élő Ghica család sarjaként, Mihai Ghica herceg leányaként született, Elena Ghica (albánosan Elena Gjika) néven. A Ghica-család több fejedelmet is adott Havasalföldnek, IV. Gergely és X. Sándor éppen Dora d’Istria születésekor, illetve gyerekkorában ültek Havasalföld trónján. Fiatal korában szüleivel együtt Európa nagyvárosaiban élt, magántanítók kezére bízva. Huzamosabb ideig tartózkodtak Drezda, Bécs és Berlin uralkodói udvaraiban, illetve Velencében, ahol a fiatal lány rendre kitűnt szépségével és széleskörű műveltségével.
1849-ben feleségül ment a katonatiszt Alekszandr Kolcov-Moszalszkij orosz herceghez, és 1855-ös válásukig Oroszországban élt. Ezt követően Svájcba költözött, ahol azzal hívta fel magára a figyelmet, hogy nőként elsőként hódította meg a Jungfrau 4158 méteres csúcsát. 1860-ban hosszabb utazást tett Görögországba, majd Olaszországban telepedett le. Firenzében halt meg hatvanéves korában.

## Munkássága
Dora d’Istria élete során szenvedélyesen küzdött az Osztrák–Magyar Monarchia és az Oszmán Birodalom nemzetiségeinek jogaiért, a női egyenjogúságért és a korszerű közoktatás megteremtéséért. Bár kortársai közül többen dilettánsnak tartották, és nem ismerték el írói tehetségét, politikai, kulturális, társadalmi és egyházi témájú publicisztikájával Európa-szerte hírnevet vívott ki magának.
1866-ban La nationalité albanaise d’après les chants populaires (’Az albán nemzetiség népdalai tükrében’) címen megjelent értekezésével és több későbbi írásával hozzájárult az albánok helyzetének megismertetéséhez, ezzel támogatva az albán nemzeti mozgalom kibontakozását. Az elsők között tudatosította az európai közvéleményben, hogy bár az albánok felekezetileg megoszlanak, egy népet alkotnak és joguk van az önrendelkezéshez. Levelezésben állt Jeronim de Rada arberes költővel, az Oszmán Birodalommal szembeni fegyveres felkelésre buzdította az albánok vezetőit. Hatását érzékelteti, hogy az albánok az „Albánia csillaga” (Ylli i Shqipërisë) tiszteletnéven emlegették Dora d’Istriát. Demetrio Camarda 1870-ben egy egész verseskötetet szentelt az írónőnek A Dora d’Istria gli Albanesi (’Dora d’Istriának az albánok’) címmel, Zef Jubani és Zef Serembe pedig egy-egy verset írt Dora d’Istriához. Amikor 1881-ben háromszáz szkutari fiatal egy mívesen kidolgozott ezüsttollat ajándékozott neki, ezekkel a szavakkal köszönte meg a gesztust: „Bízom benne, hogy ezt a tollat utolsó leheletemig hazám, Albánia becsületének és jogainak szolgálatába állíthatom.”

### Főbb művei
- La Suisse allemande et l’ascension du Moench. Paris: Cherbuliez. 1856.
- La poésie grecque dans les Iles-ioniennes. Paris: Revue des deux Mondes. 1858.
- La nationalité roumaine d’après les chants populaires. Paris: Revue des deux mondes. 1859.
- Les femmes en Orient I–II. Zurich: Meyer et Zeller. 1859–1860.
- Excursions en Roumélie et en Morée I–II. Paris: J. Cherbuliez. 1863.
- La nationalité serbe d’après les chants populaires. Paris: Revue des deux mondes. 1865.
- La nationalité albanaise d’après les chants populaires. Paris: Revue des deux mondes. 1866.
- La nationalité hellénique d’après les chants populaires. Paris: Revue des deux mondes. 1867.
- La nationalité bulgare d’après les chants populaires. Paris: Revue des deux mondes. 1868.
- Des femmes, par une femme. Paris: Librairie internationale. 1869.
- La poésie populaire des magyars. Paris: Revue des deux mondes. 1870.
- Gli Albanesi in Rumenia, storia dei principi Ghika nei secoli XVII, XVIII e XIX su documenti inediti degli archivii di Venezia, Vienna, Parigi, Berlino, Costantinopoli, ecc. Firenze: Rivista europea. 1873.
- La poésie des Ottomans. Paris: Maisonneuve. 1877.